# Новоалександровка (Скадовский район)
Новоалександровка (укр. Новоолександрівка) — село в Каланчакской поселковой общине Скадовского района Херсонской области Украины.

## Население
Население по переписи 2001 года составляло 1316 человек. Почтовый индекс — 75821. Телефонный код — 5530. Код КОАТУУ — 6523283101.

## История
Село Бугаевка основано в 1835 г. переселенцами из Тамбовской губернии.
В 2022 году, во время вторжения России на Украину, село было захвачено. На данный момент находится под оккупацией ВС РФ.

## Местный совет
75821, Херсонская обл., Каланчакский р-н, с. Новоалександровка, ул. Мира, 26а